# Кандия-Канавезе
Кандия-Канавезе (итал. Candia Canavese) — коммуна в Италии, располагается в регионе Пьемонт, в провинции Турин.
Население составляет 1304 человека (2008 г.), плотность населения составляет 145 чел./км². Занимает площадь 9 км². Почтовый индекс — 10010. Телефонный код — 011.
Покровителем коммуны почитается святой архангел Михаил, празднование 29 сентября. 

## Демография
Динамика населения:

## Администрация коммуны
- Официальный сайт: http://www.comune.candia.to.it/